# Fryderyk III (landgraf Hesji-Homburg)
Fryderyk III (ur. 19 maja 1673 r. w Cölln an der Spree, zm. 8 czerwca 1746 r. w ’s-Hertogenbosch) – landgraf Hesji-Homburg od 1708 r.
Fryderyk był najstarszym synem landgrafa Hesji-Homburg Fryderyka II. Jego matką była druga żona Fryderyka II, Luiza Elżbieta, córka księcia Kurlandii Jakuba Kettlera. W 1708 r. odziedziczył Hesję-Homburg po śmierci ojca.
Fryderyk był dwukrotnie żonaty. Pierwszą jego żoną była Elżbieta Dorota (1676–1721), córka landgrafa Hesji-Darmstadt Ludwika VI. Para miała następujące dzieci (jednak wszystkie zmarły przed śmiercią swego ojca):
- Fryderyka Dorota (1701–1704),
- Fryderyk Wilhelm (1702–1703),
- Luiza Wilhelmina (1703–1704),
- Ludwik Jan (1705–1745),
- Jan Karol (1706–1728),
- Ernestyna Luiza (1707–1707),
- Fryderyk Ulryk (1721–1721).

W 1728 r. Fryderyk ożenił się po raz drugi, z Krystyną Szarlottą (1685–1761), córką hrabiego Nassau-Ottweiler Fryderyka Ludwika. To małżeństwo było bezdzietne.